# Ili uld Muhammad Fal
Ili uld Muhammad Fal (arab. ‏إعلي ولد محمد فال‎ I’lī walad Muḥammad Fāl, fr. Ely Ould Mohamed Vall; ur. 1953 w Nawakszucie, zm. 5 maja 2017 w Az-Zuwajrat) – mauretański wojskowy i polityk, w latach 2005–2007 jako przewodniczący Wojskowej Rady Sprawiedliwości i Demokracji pełnił obowiązki prezydenta kraju
Od 1987 komendant mauretańskiej policji. Został przewodniczącym Wojskowej Rady Sprawiedliwości i Demokracji – junty sprawującej władzę w Mauretanii po obaleniu 3 sierpnia 2005 roku prezydenta Taji. Kilka dni po zamachu stanu mianował nowego premiera, którym został Sidi Muhammad uld Bubakar. Po rozpisaniu nowych wyborów w marcu 2007 roku i zaprzysiężeniu nowego prezydenta Sidiego uld Szajcha Abdallahiego premier i junta złożyli władzę.